# Gibraltar Premier Division 2012/2013
Gibraltar Premier Division 2012/2013 var den 114:e säsongen av högstaligan i fotboll i Gibraltar sedan starten. Sex lag deltog i ligan. Lincoln Red Imps var inför säsongen regerande mästare och man lyckades försvara mästerskapstiteln.

## Tabeller

### Poängtabell
| Nr | Lag                   | S  | V  | O | F  | GM | IM | MS  | P  |
| -- | --------------------- | -- | -- | - | -- | -- | -- | --- | -- |
| 1  | Lincoln Red Imps (RM) | 15 | 13 | 2 | 0  | 68 | 13 | +55 | 41 |
| 2  | St Joseph's           | 15 | 10 | 0 | 5  | 43 | 20 | +23 | 30 |
| 3  | Manchester United     | 15 | 7  | 2 | 6  | 22 | 31 | −9  | 23 |
| 4  | Lynx                  | 15 | 4  | 2 | 9  | 18 | 42 | −24 | 14 |
| 5  | Lions Gibraltar       | 15 | 3  | 2 | 10 | 24 | 41 | −17 | 11 |
| 6  | Glacis United         | 15 | 3  | 2 | 10 | 20 | 47 | −27 | 11 |

### Resultattabell
| Hemma \ Borta     | GLA | LIN | LGI | LYN  | MAN | SJO | GLA | LIN | LGI | LYN | MAN | SJO | GLA | LIN | LGI | LYN | MAN | SJO |
| ----------------- | --- | --- | --- | ---- | --- | --- | --- | --- | --- | --- | --- | --- | --- | --- | --- | --- | --- | --- |
| Glacis United     |     | 0–7 | 3–3 | 4–0  | 0–3 | 2–1 |     | 1–8 | 2–2 |     | 0–1 | 1–4 |     |     |     |     |     |     |
| Lincoln Red Imps  | 4–0 |     | 5–3 | 10–0 | 6–0 | 2–1 |     |     | 6–0 |     | 1–1 | 3–2 |     |     |     |     |     |     |
| Lions Gibraltar   | 3–4 | 2–3 |     | 3–0  | 4–6 | 1–2 |     |     |     | 0–3 |     | 1–5 |     |     |     |     |     |     |
| Lynx              | 2–1 | 1–5 | 0–1 |      |     | 3–5 | 3–1 | 1–1 |     |     |     |     |     |     |     |     |     |     |
| Manchester United | 2–1 | 1–5 | 1–0 | 2–1  |     | 0–1 |     | 0–1 |     | 1–0 |     |     |     |     |     | 1–1 |     |     |
| St Joseph's       | 4–0 | 0–2 | 1–0 | 6–1  | 4–0 |     |     |     |     | 1–2 | 6–3 |     |     |     |     |     |     |     |